# Skarlageneg
Skarlageneg (Quercus coccinea), også skrevet Skarlagen-Eg, er en stort, løvfældende træ med en kuplet krone. Træet er hårdført og mest dyrket i Europa på grund af dets højrøde efterårsfarve.

## Beskrivelse
Skarlageneg er et stort, løvfældende træ med en høj og åben, kuplet krone. Stammen er forholdsvis tynd og let bugtet. Hovedgrenene er få og opstigende med mange, unge skud. Barken er først brun med en olivengrøn skyggeside. Senere bliver den sølvgrå og hårløs med udstående barkporer, der danner lysere striber, og til sidst er den mørkegrå, men kun lidt furet. Knopperne er spredt stillede, ægformede og spidse med brune eller rødlige knopskæl. 
Bladene er ovale i grundformen, men de er meget indskårne med tre lapper på hver side af midterribben. Bladranden er hel, men med langt udtrukne spidser på lappernes ender. Oversiden er blank og mørkegrøn, mens undersiden ligeledes er blank, men mere bleg. Høstfarven er klart højrød. Blomstringen foregår i forbindelse med løvspringet. De hunlige blomster sidder få sammen i bladhjørnerne, mens de hanlige danner bundter af rakler fra årsskuddenes endeknopper. Frugterne er nødder, agern.
Rodsystemet består af kraftige, højtliggende hovedrødder og mange siderødder.
Højde x bredde og årlig tilvækst: 18 x 12 m (40 x 25 cm/år).

## Hjemsted
Skarlageneg har sin naturlige udbredelse i USAs østlige og sydøstlige stater samt i staterne ved de store søer. Arten er en almindeligt forekommende del af mange østlige og centrale skove på høj, tør bund. 
På kystsletten i New Jersey, Delaware og Maryland findes blandede løvskove med et islægt af nåletræer. Her vokser arten sammen med bl.a. amerikansk kristtorn, amerikansk sassafras, begfyr, bredbladet kalmia, Carex pensylvanica (en art af star), Chimaphila maculata (en art af Vintergrøn), dværgkastanje, farveeg, hvideg, kantet sarsaparil, marylandlyonia, nedliggende bjergte, pindsvinfyr, skovtupelotræ, virginsk ambratræ og virginsk fyr samt flere arter af blåbær
| Portal | Portal:Botanik |

## Note
1. ↑  J. Teague, L. Sneddon, R. Simmons, J. Parrish, M. Tice og M. Strong: Upper Anacostia Watershed Plant Communities of Conservation Significance Arkiveret 19. marts 2012 hos  Wayback Machine (engelsk) rapport om plantesamfundene på kystsletten langs USA's nordlige atlanterhavskyst.